# Let Somebody Go
«Let Somebody Go» és una cançó de la banda britànica Coldplay i la cantant estatunidenca Selena Gomez. Es va publicar com a tercer i darrer senzill de l'àlbum Music of the Spheres el 7 de febrer de 2022 mitjançant la discogràfica Parlophone i Atlantic Records, només via descàrrega digital. La producció va córrer a càrrec de Max Martin, Oscar Holter, Rik Simpson, Daniel Green, Bill Rahko i Metro Boomin.

## Producció
Després de compondre la balada es van adonar que els mancava una veu femenina i ràpidament van pensar an Selena Gomez perquè els agradava molt la seva veu, i aquesta va acceptar la col·laboració.
Inicialment van fer un vídeo amb la lletra de la cançó amb una animació de les lletres escrites a mà, dirigit per Pilar Zeta i Victor Scorrano i llançat el 15 d'octubre de 2021. El videoclip oficial va ser dirigit per Dave Meyers i llançat el 7 de febrer de 2022.
Van realitzar la presentació en directe en el programa de televisió The Late Late Show with James Corden el 18 d'octubre de 2021.

## Crèdits
Coldplay
- Chris Martin – cantant, teclats, guitarra acústica
- Jonny Buckland – guitarra
- Guy Berryman – baix
- Will Champion – bateria, veus addicionals

Músics addicionals
- Selena Gomez – cantant

Tècnics
- Max Martin – programació, producció
- Oscar Holter – programació, producció
- Jon Hopkins – producció
- Daniel Green – producció
- Bill Rahko – producció
- Rik Simpson – producció addicional